# Nuoto ai Giochi della XXIV Olimpiade - 100 metri dorso maschili

## Record
Prima di questa competizione, il record del mondo (WR) e il record olimpico (OR) erano i seguenti.
|  | 54"91 | David Berkoff Stati Uniti | 13 agosto 1988 Austin, Stati Uniti |
|  |       |                           |                                    |

Durante l'evento sono stati migliorati i seguenti record:
| Data         | Evento      | Atleta           | Nazione          | Tempo | Record |
| ------------ | ----------- | ---------------- | ---------------- | ----- | ------ |
| 24 settembre | 6ª batteria | Igor' Poljanskij | Unione Sovietica | 55"04 |        |
| 24 settembre | 7ª batteria | David Berkoff    | Stati Uniti      | 54"51 |        |

## Batterie
Si sono svolte 7 batterie di qualificazione. I prime 8 atleti si sono qualificati per la finale A, i successivi 8 hanno invece disputato la finale B.
| #  | Batteria | Atleta              | Nazionalità         | Tempo   | Note  |
| -- | -------- | ------------------- | ------------------- | ------- | ----- |
| 1  | 7        | David Berkoff       | Stati Uniti         | 54.51   | Q, WR |
| 2  | 6        | Igor' Poljanskij    | Unione Sovietica    | 55.04   | Q     |
| 3  | 7        | Daichi Suzuki       | Giappone            | 55.90   | Q     |
| 4  | 7        | Serguei Zabolotnov  | Unione Sovietica    | 56.13   | Q     |
| 5  | 7        | Frank Hoffmeister   | Germania Ovest      | 56.19   | Q     |
| 6  | 5        | Sean Murphy         | Canada              | 56.20   | Q     |
| 7  | 6        | Mark Tewksbury      | Canada              | 56.20   | Q     |
| 8  | 6        | Frank Baltrusch     | Germania Est        | 56.45   | Q     |
| 9  | 5        | Dirk Richter        | Germania Est        | 56.52   | q     |
| 10 | 6        | Franck Schott       | Francia             | 56.76   | q     |
| 11 | 6        | Gueorgui Mikhalev   | Bulgaria            | 57.06   | q     |
| 12 | 5        | Jens-Peter Berndt   | Germania Ovest      | 57.08   |       |
| 13 | 5        | Jay Mortenson       | Stati Uniti         | 57.19   | q     |
| 14 | 3        | David Lim           | Singapore           | 57.34   | q     |
| 15 | 5        | Shigemori Maruyama  | Giappone            | 57.54   | q     |
| 16 | 4        | Manuel Guzman       | Porto Rico          | 57.62   | q     |
| 17 | 5        | Edvard Edvardsson   | Islanda             | 57.70   | q     |
| 18 | 6        | Laijiu Lin          | Cina                | 57.74   |       |
| 19 | 7        | Paul Kingsman       | Nuova Zelanda       | 57.80   |       |
| 20 | 7        | Rogerio Romero      | Brasile             | 57.91   |       |
| 21 | 6        | Lars Sørensen       | Danimarca           | 58.01   |       |
| 22 | 4        | Neil Harper         | Regno Unito         | 58.02   |       |
| 23 | 4        | Martín López-Zubero | Spagna              | 58.06   |       |
| 24 | 4        | Patrick Ferland     | Svizzera            | 58.17   |       |
| 25 | 3        | Neil Cochran        | Regno Unito         | 58.25   |       |
| 26 | 3        | Alejandro Alvizuri  | Perù                | 58.37   |       |
| 27 | 7        | Carl Wilson         | Australia           | 58.40   |       |
| 28 | 4        | Tamás Deutsch       | Ungheria            | 58.65   |       |
| 29 | 3        | Stephen Cullen      | Irlanda             | 58.82   |       |
| 30 | 5        | Pavel Vokoun        | Cecoslovacchia      | 58.88   |       |
| 31 | 4        | Renaud Boucher      | Francia             | 58.90   |       |
| 32 | 5        | Simon Upton         | Australia           | 59.06   |       |
| 33 | 3        | Ernesto Vela        | Messico             | 59.19   |       |
| 34 | 3        | Helias Malamas      | Grecia              | 59.24   |       |
| 35 | 4        | Guoxiong Huang      | Cina                | 19.36   |       |
| 36 | 3        | Richard Gheel       | Irlanda             | 59.37   |       |
| 37 | 7        | Valerio Giambalvo   | Italia              | 59.48   |       |
| 38 | 4        | Wladimir Ribeiro    | Brasile             | 59.76   |       |
| 39 | 3        | Amin Amer           | Egitto              | 1:00.76 |       |
| 40 | 2        | Park Dong-Pil       | Corea del Sud       | 1:01.25 |       |
| 41 | 2        | Patrick Sagisi      | Guam                | 1:01.86 |       |
| 42 | 2        | Horst Niehaus       | Costa Rica          | 1:01.91 |       |
| 42 | 2        | Yip Hor Man         | Hong Kong           | 1:01.91 |       |
| 44 | 2        | Brett Halford       | Zimbabwe            | 1:02.95 |       |
| 45 | 2        | Eric Greenwood      | Costa Rica          | 1:03.11 |       |
| 46 | 2        | Pablo Barahona      | Honduras            | 1:03.90 |       |
| 47 | 2        | Bruno Ndiaye        | Senegal             | 1:05.06 |       |
| 48 | 1        | Filippo Piva        | San Marino          | 1:07.63 |       |
| 49 | 1        | Mohamed Abdulla     | Emirati Arabi Uniti | 1:08.91 |       |
| 50 | 1        | Rami Kantari        | Libano              | 1:09.35 |       |
| 51 | 1        | Mohammed Binabid    | Emirati Arabi Uniti | 1:10.01 |       |
| 32 | 1        | Yul Mark Du Pont    | eSwatini            | 1:12.50 |       |
| -  | 1        | Paul Yelle          | Barbados            | NP      |       |
| -  | 6        | Ranjoy Punja        | India               | NP      |       |

## Finale B
| Posizione | Atleta             | Paese        | Tempo | Note |
| --------- | ------------------ | ------------ | ----- | ---- |
| 1         | Dirk Richter       | Germania Est | 56.66 |      |
| 2         | Franck Schott      | Francia      | 56.98 |      |
| 3         | Jay Mortenson      | Stati Uniti  | 57.06 |      |
| 4         | Shigemori Maruyama | Giappone     | 57.13 |      |
| 5         | Gueorgui Mikhalev  | Bulgaria     | 57.17 |      |
| 6         | David Lim          | Singapore    | 57.72 |      |
| 7         | Manuel Guzman      | Porto Rico   | 57.95 |      |
| 8         | Edvard Edvardsson  | Islanda      | 58.20 |      |

## Finale A
| Posizione | Atleta             | Paese            | Tempo | Note |
| --------- | ------------------ | ---------------- | ----- | ---- |
|           | Daichi Suzuki      | Giappone         | 55.05 |      |
|           | David Berkoff      | Stati Uniti      | 55.18 |      |
|           | Igor' Poljanskij   | Unione Sovietica | 55.20 |      |
| 4         | Serguei Zabolotnov | Unione Sovietica | 55.37 |      |
| 5         | Mark Tewksbury     | Canada           | 56.09 |      |
| 6         | Frank Baltrusch    | Germania Est     | 56.10 |      |
| 7         | Frank Hoffmeister  | Germania Ovest   | 56.19 |      |
| 8         | Sean Murphy        | Canada           | 56.32 |      |